# Lyponia nigrohumeralis
Lyponia nigrohumeralis là một loài bọ cánh cứng trong họ Lycidae. Loài này được Pic miêu tả khoa học năm 1938.